# Phantasmagoria (zespół muzyczny)
Phantasmagoria (jap. ファンタスマゴリア) – japoński zespół rockowy z nurtu visual kei założony w 2004 roku w Osace przez Kisakiego, dyrektora popularnej niezależnej wytwórni Under Code Production.

## Historia
Phantasmagoria powstała w listopadzie 2004 roku, a ich pierwszy singiel „Material Pain” został wydany w magazynie muzycznym Shoxx 21 grudnia tego samego roku. Następnego dnia grupa wydała swój pierwszy maksi-singiel „Moonlight Revival”. Zespół znalazła się na okładce znanego magazynu visual kei Cure, miesiąc po ich utworzeniu, stając się jednym z najszybciej rozwijających się zespołów indie, który pojawił się na okładce magazynu. Matoi dołączył do Phantasmagorii w lutym 2005 roku jako perkusista wspierający, aby zająć miejsce Shiona, który opuścił zespół. Motoi został oficjalnym członkiem Phantasmagoria 23 marca 2005 roku. 5 kwietnia 2010 r., zespół miał swój ostatni oficjalny koncert, a dzień później Kisaki ogłosił swój nowy zespół, „Lin -the end of corruption world-”. 16 czerwca 2010 roku Phantasmagoria wydała kolejną kolekcję niewydanych wcześniej piosenek zatytułowaną „Actuality”, która ukazała się w dwóch wersjach. 23 października 2011 został wydany album z najlepszymi piosenkami zatytułowany Wailing Wall 2004-2010. Album składa się z dwóch płyt CD zawierających łącznie 29 utworów, 24-stronicowej książeczki i płyty DVD.

## Członkowie
- Riku (戮) – wokal
- Jun (JUN) – gitara
- lori (伊織) – gitara
- Kisaki (KISAKI) – gitara basowa
- Motoi (纏) – perkusja

### Byli
- Shion (熾苑) – perkusja

## Dyskografia

### Single
- „Material pain” (2004)
- „Moonlight Revival” (2004)
- „Never Rebellion” (2005)
- „Never Rebellion – Fool’s Mate Edition” (2005)
- „Mikansei to Guilt” (未完成とギルト) (2005)
- „Kousoukyoku~Variant Jihad~” (神創曲～Variant Jihad～) (2006)
- „Kyousoukyoku~Cruel Crucible~” (狂想曲～Cruel Crucible～) (2006)
- „Gensoukyoku~Eternal Silence~” (幻想曲～Eternal Silence～) (2006)
- „Under the Veil” (2006)
- „Vain” (2007)
- „Kami Uta” (神歌) (2007)
- „Vanish...” (2008)
- „Diamond Dust” (2010)
- „Actuality” (2010)

### Albumy
- Splendor of Sanctuary (2005)
- Synthesis Songs (2006)
- Sign of Fragment (2006)
- Subjective or Ideal (2006)
- Requiem: Floral Edition (2007)
- Requiem: Funeral Edition (2007)
- No Imagination (2007)
- Dejavu: Sanctuary Of Revival (2008)
- Seeds of Brain (2010)
- Actuality (2010)
- Wailing Wall (2011)

### DVD
- Kindling Vol.1 (2005)
- Kansai Seiatsu 2004~2005 (関西制圧2004～2005) (2005)
- Geneizou I: After the Moonlight Revival (幻影像I～after the moonlight Revival～) (2005)
- Yoshigen Yuukoujouyaku (四次元友好条約) (2005)
- Geneizou II: Sin Screen Film (幻影像2～SIN SCREEN FILM～) (2005)
- Geneizou III: For Degradation Crowd (幻影像3～for degradation crowd～) (2005)
- Survivor’s Guilt: 2005.10.21&22 USA Houston, Texas Park Plaza Hotel Reliant (2006)
- Territory of Divine: 2006.3.27 Shibuya-AX (2006)
- Japanesque Rock Collectionz Cure DVD Vol.01 (2006)
- Creatures in Imagination (2006)
- Geneizou IV: Chronology Revelation (幻影像4～chronology revelation～) (2007)
- Black-Veil Before Christmas: 2006.12.17 La Foret Museum Roppongi (2007)
- Geneizou V: Under the Veil (幻影像5～under the veil～) (2007)
- At the End of the Rest Period: 2007.2.23 Shibuya-AX (2007)
- Shinki: Graduation & Departure (2007)
- Eclipse of Myth: 2007.8.31 Osaka Kokusai Kouryuu Senta (-Eclipse of Myth- ~2007.8.31 大阪国際交流センター~) (2007)
- Reincarnation: Geneizou Kanzenban (REINCARNATION～幻影像完全盤～) (2007)
- Crystal Finale: 2007.8.27 Tokyo Shibuya-AX (-CRYSTAL FINALE-～2007.8.27 東京SHIBUYA-AX～) (2007)
- Forbidden: Insanity Of The Underworld (2008)
- History of Phantasmagoria 2004-2008 (2008)
- Diamond Dust in Truth  (2010)
- Wailing Wall 2004-2010 (2011)